# Черов, Иван Данилович
Иван Данилович Черов (20 июля 1938 — 6 декабря 2017) — советский и российский партийный и государственный деятель.

## Биография
Родился 20 июля 1938 года в Мугурдахском наслеге Абыйского района Якутской АССР.
Трудовую деятельность начал после окончания школы в 1957 году — работал мотористом районного киностационара в Абыйском районе. В 1961 году с отличием окончил Якутский электротехникум связи, а в 1972 году — Якутский государственный университет (ныне Северо-Восточный федеральный университет имени М. К. Аммосова) по специальности «преподаватель истории». Позже обучался в Академии общественных наук при ЦК КПСС.
В 1961—1962 годах работал заместителем начальника конторы связи. Затем в 1962—1972 годах находился на партийной работе: второй и первый секретарь Абыйского райкома ВЛКСМ; заведующий отделом, первый секретарь Якутского горкома ВЛКСМ.
В 1972—1980 годах — заместитель, первый заместитель, председатель исполкома Якутского городского Совета народных депутатов; в 1980—1983 годах — первый секретарь Булунского райкома КПСС. В 1983—1986 годах — министр культуры Якутской АССР, в 1986—1988 годах снова на партийной работе — заведующий отделом лёгкой промышленности и товаров народного потребления Якутского обкома КПСС.
С января 1992 года И. Я. Черов возглавлял Министерство транспорта и связи Pеспублики Саха (Якутия). В апреле 1994 года Указом Президента PC (Я) был назначен генеральным директором Дирекции экономической зоны развития «Лена». С 2003 года — советник мэра города Якутска.
После того, как оставил государственную службу, работал директором предприятия «Черов и К».
Занимался общественной деятельностью — избирался депутатом Верховного Совета Якутской АССР IX, X и XI созывов, а также Государственного Собрания (Ил Тумэн), где был заместителем председателя Палаты республики.
Умер 6 декабря 2017 года в Якутске.

## Заслуги
- Награждён двумя орденами «Знак Почёта» (1971, 1975), орденом «За заслуги перед Отечеством» IV степени (1999) и медалями.
- Заслуженный работник народного хозяйства Республики Саха (Якутия).
- Почётный гражданин Абыйского улуса, города Якутска
- Почётный гражданин Республики Саха (Якутия) (26 сентября 2013) — за особые заслуги в социально-экономическом развитии республики, значительный вклад в укрепление государственности и многолетнюю плодотворную общественно-политическую деятельность